# EarlyBird
EarlyBird 1 war ein kommerzieller Satellit der Firma EarthWatch zur Erdbeobachtung. Er sollte hochaufgelöste (3 m) Bilder der Erdoberfläche aufnehmen. Er hat jedoch nichts mit dem Early Bird-Satelliten der Intelsat zu tun. 
EarlyBird wurde am 24. Dezember 1997 erfolgreich mit einer Start-1-Rakete von Swobodny in Russland gestartet. Vier Tage später versagte der Satellit wegen Problemen mit der Energieversorgung seinen Dienst. Als Nachfolgesatelliten wurden QuickBird 1 und 2 gebaut.